# 대한민국의 상훈

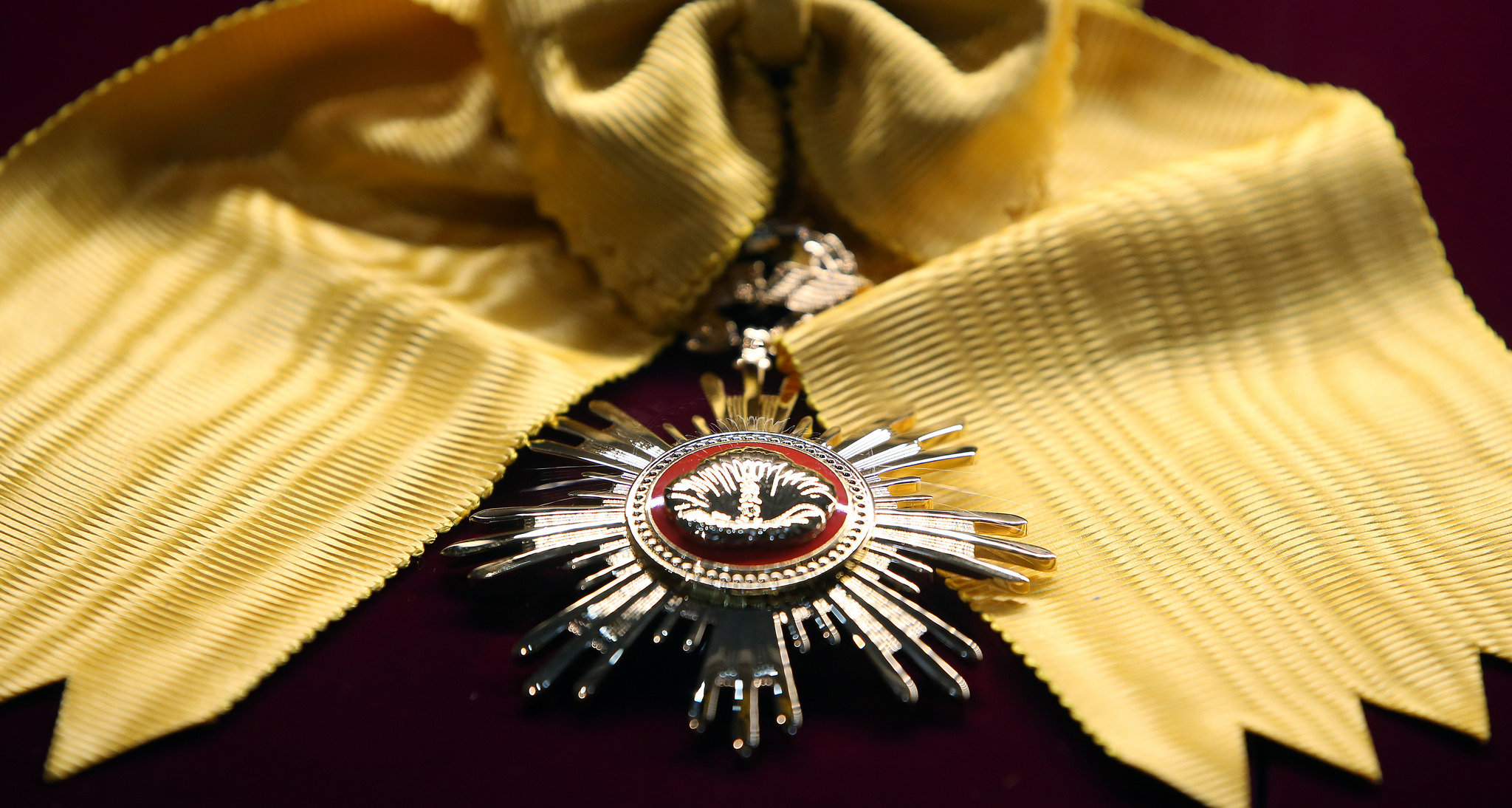
국민훈장 무궁화장의 모습 (대통령기록관)

대한민국의 상훈은 대한민국 국민이나 우방국 국민으로서 대한민국에 뚜렷한 공적(功績)을 세운 사람에게 수여하는 훈장, 포장, 표창을 의미한다.

## 용어
2023년 1월 1일 시행 정부포상업무지침에 따르면 다음과 같이 용어 정리가 되어 있다.
- 포상(褒賞)은 상훈(賞勳)과 같은 의미로 서훈(敍勳)에 표창을 포함하여 이르는 말임
- ʻ서훈(敍勳)ʼ이란 대한민국에 공로가 뚜렷한 사람에 대해서 공적 내용, 그 공적이 국가와 사회에미친 효과의 정도 및 지위, 그 밖의 사항을 고려하여, 훈장과 포장을 수여하는 것을 말함
- ʻ훈격(勳格)ʼ은 훈장의 등급이나 포상의 종류를 말함

결론적으로 상훈(賞勳)과 포상(褒賞)은 같은 의미로 사용되며 상훈(賞勳)과 포상(褒賞)에는 훈장, 포창, 표창을 모두 포함한다.

## 개요
대한민국의 상훈제도는 1900년에 '훈장조례'(칙령)를 공포하여 최초로 훈장제도가 시행되었다. 대한민국정부가 수립된 후에는 대통령령으로 '건국공로훈장령'·'무궁화대훈장령'·'무공훈장령'·'문화훈장령' 등을 종류별로 공포, 시행하여 왔다.제3공화국 이후 여러 차례 '상훈법'을 개정했다. 현행 상훈법은 1988년 8월에 개정한 것이다.
상훈법은 훈장과 포장을 함께 규정하고 있다. 훈장의 서훈기준(敍勳基準)은 서훈대상자의 공적내용, 그 공적이 국가·사회에 미친 효과의 정도 및 지지 기타 사항을 참작하여 결정하며, 동일한 공적에 대하여는 훈장을 거듭 수여하지 않는다. 서훈의 추천은 원·부·처·청의 장과 국회사무청장·법원행정처장·감사원장·국가안전기획부장·중앙선거관리위원회 위원장이 행하되, 청의 장은 소속장관을 거쳐서 추천한다. 서훈대상자는 국무회의의 심의를 거쳐 대통령이 결정한다. 훈장의 제식(制式)과 규격은 무궁화대훈장은 경식훈장(頸飾勳章)과대수(大綬)로 된 정장(正章) 및 부장(副長)으로 하되 필요에 따라 약장(略章) 및 금장(襟章)을 둘 수 있다.기타 훈장은 1등급은 대수, 2·3등급은 중수, 4·5등급은 소수(小綬)로 되어 있다. 포장은 소수이며 정장·약장 및 금장이 있다. 훈장은 대통령이 친수(親授)함을 원칙으로 하나 예외적으로 전수(傳授)할 수 있고, 훈장에는 부상(副賞)을 병수(倂授)할 수 있다. 훈장은 본인에 한하여 종신 패용할 수 있고, 사후에는 그 유족이 보존하되 패용하지는 못한다. 훈장을 받은 자가 훈장을 분실하거나 파손한 때에는 유상(有償)의 공적이 허위임이 판명된 때, 훈장을 받은 자가 국가안전에 관한 죄를 범하고 형을 받거나 적대지역으로 도피한 때, 훈장을 받은 자가 사형, 무기 또는 3년 이상의 징역이나, 금고의 형을 받은 자로서 대통령령으로 정하는 죄를 범한 때에는 그 서훈을 취소하며, 훈장과 이에 관련하여 수여한 물건과 금전은 몰수하고 외국훈장은 그 패용을 금지한다.

## 훈장(勳章, Orders)

화랑무공훈장

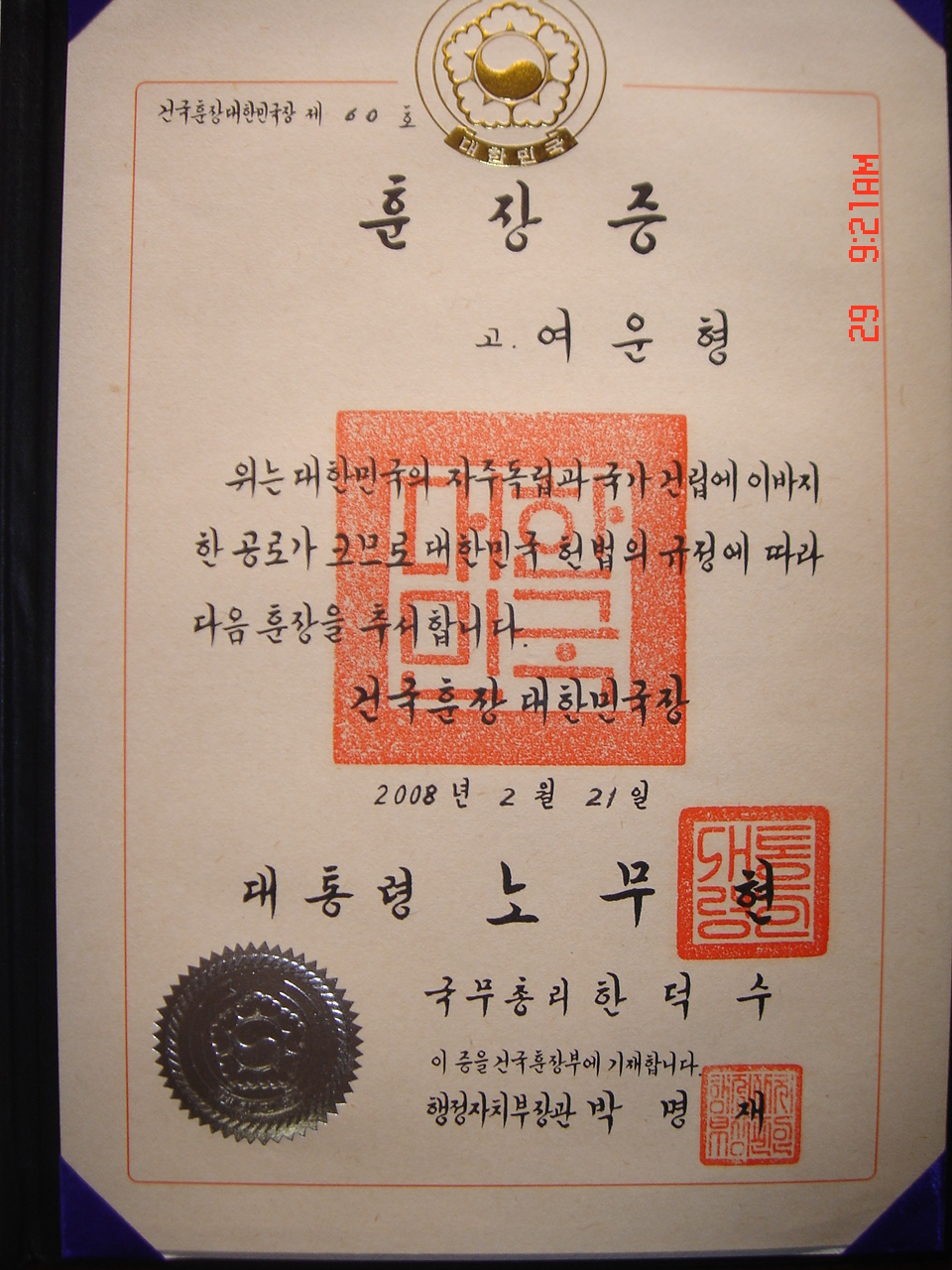
몽양 여운형의 건국훈장훈장증

### 무궁화대훈장
무궁화대훈장(無窮花大勳章, Grand Order of Mugunghwa)은 대통령 및 그 배우자, 우방국의 국가원수 및 그 배우자 또는 대한민국의 발전과 안전보장에 기여한 공적이 뚜렷한 전직 우방국 국가원수 및 그 배우자에게 수여하며 등급은 없다.
- 무궁화대훈장(無窮花大勳章)   

### 건국훈장
건국훈장(建國勳章, Order of Merit for National Foundation)은  대한민국의 건국에 공로가 뚜렷하거나, 국가의 기초를 공고히 하는 데에 이바지한 공적이 뚜렷한 자에게 수여한다.
- 1등급 대한민국장(大韓民國章)   
- 2등급 대통령장(大統領章)   
- 3등급 독립장(獨立章)   
- 4등급 애국장(愛國章)   
- 5등급 애족장(愛族章)   

### 국민훈장
국민훈장(國民勳章, Order of Civil Merit)은 정치·경제·사회·교육·학술 분야에 공적을 세워 국민의 복지 향상과 국가 발전에 기여한 공적이 뚜렷한 자에게 수여한다.
- 1등급 무궁화장(無窮花章)   
- 2등급 모란장(牡丹章)   
- 3등급 동백장(冬柏章)   
- 4등급 목련장(木蓮章)   
- 5등급 석류장(石瑠章)   

### 무공훈장
무공훈장(武功勳章, Order of Military Merit)은 전시 또는 이에 준하는 비상사태 하에서 전투에 참가하여 뚜렷한 무공을 세운 자에게 수여한다.
- 1등급 태극(太極)   
- 2등급 을지(乙支)   
- 3등급 충무(忠武)   
- 4등급 화랑(花郎)   
- 5등급 인헌(仁憲)   

### 근정훈장
근정훈장(勤政勳章, Order of Service Merit)은 공무원(군인 및 군무원을 제외) 및 사립학교의 교직원으로서 직무에 정려하여 공적이 뚜렷한 자에게 수여한다.
- 1등급 청조(靑條)   
- 2등급 황조(黃條)   
- 3등급 홍조(紅條)   
- 4등급 녹조(綠條)   
- 5등급 옥조(玉條)   

### 보국훈장

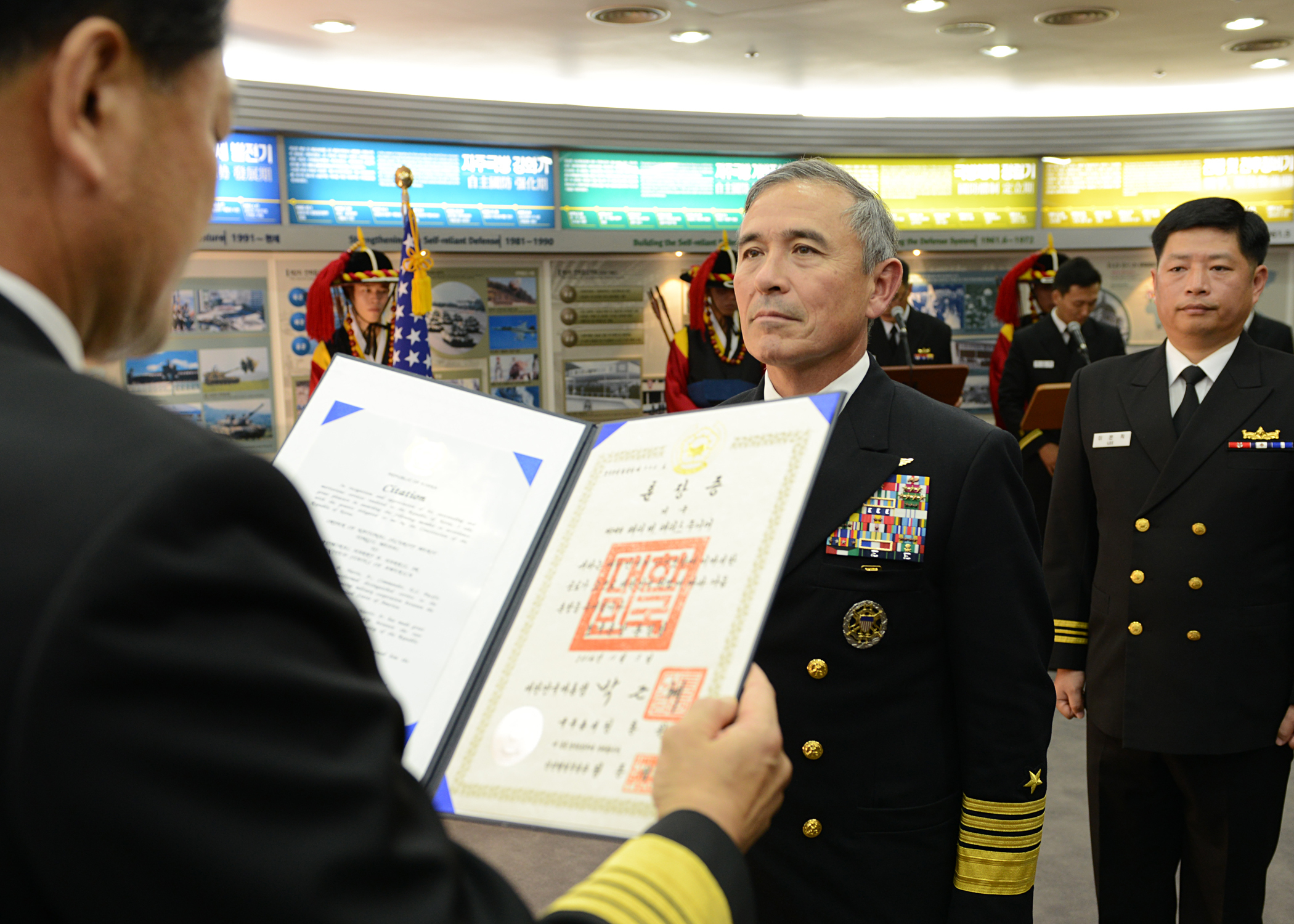
보국훈장 통일장 서훈식(미국 해군 해리 해리스 대장)

보국훈장(保國勳章, Order of National Security Merit)은 국가 안전보장에 뚜렷한 공을 세운 자에게 수여한다.
- 1등급 통일장(統一章)   
- 2등급 국선장(國仙章)   
- 3등급 천수장(天授章)   
- 4등급 삼일장(三一章)   
- 5등급 광복장(光復章)   

### 수교훈장
수교훈장(修交勳章, Order of Diplomatic Service Merit)은 국권의 신장 및 우방과의 친선에 공헌이 뚜렷한 자에게 수여한다. 수교훈장은 5등급으로 나뉘며 1등급 중 광화대장은 외국의 수상급 이상, 광화장은 대사급 이상자에게 수여한다.
- 1등급 광화대장/광화장(光化大章/光化章)    
- 2등급 흥인장(興仁章)   
- 3등급 숭례장(崇禮章)   
- 4등급 창의장(彰義章)   
- 5등급 숙정장(肅靖章)   

### 산업훈장
산업훈장(産業勳章, Order of Industrial Service Merit)은 국가 산업 발전에 기여한 공적이 뚜렷한 자에게 수여한다.
- 1등급 금탑(金塔)   
- 2등급 은탑(銀塔)   
- 3등급 동탑(銅塔)   
- 4등급 철탑(鐵塔)   
- 5등급 석탑(錫塔)   

### 새마을훈장
새마을훈장(새마을勳章, Order of Saemaeul Service Merit)은 새마을운동을 통하여 국가 사회 발전에 기여한 공적이 뚜렷한 자에게 수여한다.
- 1등급 자립장(自立章)   
- 2등급 자조장(自助章)   
- 3등급 협동장(協同章)   
- 4등급 근면장(勤勉章)   
- 5등급 노력장(努力章)   

### 문화훈장
문화훈장(文化勳章, Order of Cultural Merit)은 문화·예술 발전에 공을 세워 국민 문화 향상과 국가 발전에 기여한 공적이 뚜렷한 자에게 수여한다.
- 1등급 금관(金冠)   
- 2등급 은관(銀冠)   
- 3등급 보관(寶冠)   
- 4등급 옥관(玉冠)   
- 5등급 화관(花冠)   

### 체육훈장
체육훈장(體育勳章, Order of Sport Merit)은 체육 발전에 공을 세워 국민 체육 향상과 국가 발전에 기여한 공적이 뚜렷한 자에게 수여한다.
- 1등급 청룡장(靑龍章)   
- 2등급 맹호장(猛虎章)   
- 3등급 거상장(巨象章)   
- 4등급 백마장(白馬章)   
- 5등급 기린장(麒麟章)   

### 과학기술훈장
과학기술훈장(科學技術勳章, Order of Science and Technological Merit)은 과학기술 발전에 기여한 공적이 뚜렷한 자에게 수여한다.
- 1등급 창조장(創造章)   
- 2등급 혁신장(革新章)   
- 3등급 웅비장(雄飛章)   
- 4등급 도약장(跳躍章)   
- 5등급 진보장(進步章)   

## 포장(褒章, Medals of Honour)
포장은 훈장의 다음 가는 훈격으로 건국포장을 비롯하여 12종류가 있고, 등급은 없다. 포장은 각 훈장의 이름에 대응하는 것이 원칙이나 무궁화대훈장에 대응하는 포장은 없고, 예비군포장은 대응하는 훈장이 없다.
- 건국포장
- 국민포장
- 무공포장
- 근정포장
- 보국포장
- 예비군포장
- 수교포장
- 산업포장
- 새마을포장
- 문화포장
- 체육포장
- 과학기술포장

## 표창(表彰, Commendations)
표창은 대한민국에 공적(功績)을 세우거나 각종 교육·경기 및 경연 등에서 우수한 성적을 거둔 자에게 수여한다.
표창은 공적에 대한 표창[포상(褒賞)]과 성적에 대한 표창[시상(施賞)]으로 나누며, 각각의 훈격은 다음과 같다.
- 1. 포상: 대통령표창, 국무총리표창, 기관장표창
- 2. 시상: 대통령상, 국무총리상, 기관장상

또한, 대통령 및 국무총리표창을 수여할 때에는 수상자가 개인인 경우에는 개인표창수장을, 단체인 경우에는 단체표창수치를 표창장과 함께 수여한다.

### 대통령표창
개인과 단체에게 수여된다.
단체에 수여되는 대표적인 대통령표창이 '대통령부대표창'이다.

### 국무총리표창
개인과 단체에게 수여된다.

### 기관장표창
개인과 단체에게 수여된다.

### 대통령상
개인과 단체에게 수여된다.

### 국무총리상
개인과 단체에게 수여된다.

### 기관장상
개인과 단체에게 수여된다.

## 포상 후보 절차 및 선정 기준
정부 서훈절차는 추천기관에서 공적심사위원회의 심의를 거쳐 행정안전부에 대상자를 추천하면 행정안전부에서 이를 심사하여 차관회의와 국무회의의 심의를 거쳐 대통령의 재가를 받아 수상대상자를 확정하고 친수 또는 전수함으로써 완료된다.

## 수여증명 및 재교부
훈장 및 포장을 수여하면 수여사실이 수여대장(훈기부)에 기록되며, 이에 의하여 훈장증서 등의 증서를 분실한 경우 신청에 의거 수여증명서를 발급하며 훈장증 등의 증서의 재발급은 하지 않는다.
훈장을 분실한 경우 신청에 의거 신청자의 비용 부담으로 재교부한다.

## 구조

### 정장
정장(正章, Badge)은 약식이 아닌 정식으로된 훈장으로써, 훈격에 따라 훈장을 묶는 끈인 수(綬)에 달아 패용한다. 1등급 훈장과 건국 훈장 대통령장, 수교 훈장 흥인장은 대수(大綬)에 묶어 어깨에 메고, 3등급 훈장과 국민ㆍ무공ㆍ근정ㆍ보국ㆍ산업ㆍ새마을ㆍ문화ㆍ체육ㆍ과학 기술 훈장의 2등급 훈장은 중수(中綬)에 묶어 목에 걸고, 나머지 훈장 4~5등급과 포장은 소수(小綬)에 묶어 가슴에 단다.

### 부장
부장(副章, Star)은 수가 없는 휘장으로, 윗옷의 왼가슴에 직접 단다.

### 약장
약장(略章, Libbon)은 훈장을 약식하여 가슴 오른편 주머니 위에 단다. 무궁화대훈장은 약장이 존재하지 않는다.

### 금장
금장(襟章, Lapel Badge)은 약장보다도 작은 휘장으로, 옷깃에 단다. 무궁화대훈장의 금장은 둥근꼴이고, 나머지는 네모나다.

### 경식장
경식장(頸飾章, Collar Decoration)은 무궁화대훈장에만 있는 장신구로 목에 메는 형태이다.

## 패용방법과 위치

### 한 개의 훈장을 패용할 경우
대수로 된 훈장(모든 1등급훈장, 2등급건국훈장 및 2등급수교훈장)은 대수로 된 정장을 오른편 어깨에서 왼편 가슴 아래로 두르며 부장은 왼편 가슴에 단다. 부장이 있는 중수로 된 훈장(2등급훈장과 건국훈장 3등급)은 정장이 가슴 중앙에 오도록 중수를 목에 걸고, 부장은 왼편 가슴에 단다. 부장이 없는 중수로 된 훈장(3등급훈장)은 정장이 가슴 중앙에 오도록 중수를 목에 건다. 소수로 된 훈장 및 포장(4등급 및 5등급 훈장과 포장)은 소수로 된 정장을 왼편 가슴에 단다.

### 여러 개의 훈장을 동시에 패용할 경우
2개 이상의 대수 또는 부장이 있는 중수로 된 훈장(1등급 및 2등급)은 그 중 하나의 정장 및 부장을 패용하고, 기타는 좌측 가슴에 부장만을 순차로 패용한다. 2개 이상의 부장이 없는 중수로 된 훈장(3등급)은 그중 하나의 정장만을 패용하고 기타는 그 수를 역삼각형(▽)으로 축소하여 좌측 가슴에 순차로 패용한다(수의 축소방법은 수의 폭을 1변으로 하여 정삼각형으로 접되 무늬가 좌로 내려가도록 한다). 소수로 된 훈장을 2개이상 패용할 경우(4등급, 5등급, 6등급훈장 및 포장)에는 그 패용순위에 따라 좌측 가슴에 순차로 패용한다.

### 금장을 패용할 경우
금장은 왼편 옷깃에 패용하며, 2개이상의 금장을 받은 경우 그중 하나만 패용한다.

### 축소훈장을 패용할 경우
- 대수로 된 훈장의 축소부장(정장은 축소하지 못함)은 좌측 가슴에 순차적으로 패용한다.
- 소수로 된 훈장 및 포장의 축소훈·포장은 왼편 옷깃에 순차로 활모양으로 열을 지어 패용한다.

### 약장을 패용할 경우
약장(ribbon)은 좌측 가슴 호주머니 위에 패용한다. 2개이상의 약장을 패용할 경우에는 그 순위에 따라 패용한다. 동일종류, 동일등급 복수약장과 단수약장을 동시에 패용할 때에는 복수 약장을 선순위로 패용한다. 15개 이상의 약장을 패용할 때에는 축소한 약장을 패용할 수 있다.

## 훈장 규격의 축소
훈장은 필요한 경우 그 원형의 1/2비율로 축소할 수 있다. 축소훈장의 교부를 받고자 하는 경우 행정안전부 장관에게 신청하며 제작비는 본인이 부담하여야 한다. 대수 또는 중수로 된 1등급 및 2등급훈장과 건국훈장 3등급은 정장과 수는 축소할 수 없으나 부장 및 약장은 그 원형의 1/2비율로 축소할 수 있다.
건국훈장 3등급을 제외한 3등급훈장은 정장은 축소할 수 없으나 수만을 삼각형(△)으로 축소하며,약장은 그 원형의 1/2비율로 축소할 수 있다. 수의 축소방법은 수폭의 길이를 1변으로 하여 정삼각형으로 접어 무늬가 우에서 좌로 내려가도록 한다. 4등급 및 5등급 훈장은 정장과 약장을 그 원형의 1/2비율로 축소할 수 있다.

## 논란
- 근정훈장의 경우 단순히 비리 등으로 처벌받지 않고 근속 연수만 채우면 퇴직할 경우 당연히 수여받게 되어 훈격이 떨어진다는 논란이 있다. 행정안전부는 규정을 강화하고 훈장이 민간인에게 돌아갈 수 있도록 개선하겠다고 밝혔다.[3]
- 울릉도 거점 간첩단 사건에 연루된 수사관이나 검사가 '간첩을 체포한 공로'로 보국훈장을 수여받았고, 2010년에 조작으로 판명된 이후에도 서훈이 취소되지 않았다는 논란이 있다.[4][5][6] 이외에도 5·18 광주 민주화 운동 진압자들에 대해서도 표창이 수여되었고, 형제복지원 원장과 간첩 조작 사건 연루자들에게도 표창이 수여되었다. 그러나 행정안전부는 '부적절한 서훈 취소(안)'을 심의·의결해 훈장 21점, 포장 4점, 대통령 표창 17점, 국무총리 표창 14점 등 총 56점에 대해 서훈을 취소시켰다. 행정안전부는 앞으로도 부적절한 서훈을 적극적으로 찾아내 취소함으로써 정부 포상의 영예를 높이는 작업을 지속적으로 추진할 방침이다.[7]
- 수교 이후 2013년까지 일본인의 수교훈장 수훈자는 326명이었는데 일본의 한국인 수교훈장과 비교해 상대적으로 남발되었다. 그리고 326명 가운데 일본제국주의와 관련되었거나 야스쿠니 신사참배, 독도망언을 한 12명은 받아서는 안되는 부적격자였다. 국민정서의 고려나 일정한 법적 기준도 없이 수여하는 방식도 정권에 따라, 정무적 판단에 따라 그때그때 달랐었다.[8]

## 같이 보기
- 대한민국의 훈장
- 대한민국의 포장
- 대한민국의 표창

## 참고 문헌
- 행정안전부. “대한민국 상훈 - 패용방법”. 2017년 12월 24일에 확인함.